# 鯉名の銀平 (1933年の映画)
『鯉名の銀平』（こいなのぎんぺい）は、1933年に公開された衣笠貞之助監督の日本映画。

## スタッフ
- 監督 - 衣笠貞之助[2][3]
- 脚本 - 衣笠貞之助[1]
- 原作 - 長谷川伸[1]
- 撮影 - 杉山公平[1]
- 録音 - 土橋武夫[1]

## キャスト
- 林長二郎[1] - 鯉名の銀平[3][4]
- 高田浩吉[1] - 爪木の卯之吉[3][4]
- 飯塚敏子[1] - お市[3][4]
- 志賀靖郎[2] - お市の父親 五兵衛[3][4]
- 坪井哲[2] - 帆立の丑松[3][4]
- 山本薫 - 大鍋の島太郎[3][4]
- 小林重四郎[2][3]

## 受賞歴
- 1933年度 第10回キネマ旬報賞
  - 日本映画ベスト・テン9位 『鯉名の銀平』（衣笠貞之助監督）[5]

## リメイク

### 映画
- 1951年3月15日 『月の渡り鳥』　大映京都　衣笠貞之助監督[3]
- 1954年1月15日 『鯉名の銀平』　創元プロ　森一生監督[3]
- 1961年8月27日 『鯉名の銀平』　大映京都　田中徳三監督[3]

### テレビドラマ
- 1963年9月22日 22:00 - 23:00、NET『シオノギ日本映画名作ドラマ』で放送。出演は田村高廣、馬淵晴子、梅宮辰夫、田中春男、上田吉二郎、青木義朗。[6]
- 1983年5月20日、フジテレビ『時代劇スペシャル』で放送。出演は大川橋蔵、近藤正臣、坂口良子。

## 関連作品
- 『雪の渡り鳥』（別題：鯉名の銀平 雪の渡り鳥） 1931年 阪東妻三郎プロダクション 宮田十三一監督の映画。
- 『雪の渡り鳥』 1957年 大映京都 加戸敏監督の映画。
- 『雪の渡り鳥 鯉名の銀平』 1983年5月20日 フジテレビ『時代劇スペシャル』 原田雄一監督のテレビドラマ。